# Sorrento
Sorrento je italské přímořské město v oblasti Kampánie, ležící 48 km od Neapole. Nachází se v severozápadní části Sorrentského poloostrova, na výběžku pevniny do Tyrhénského moře. Město leží na 50 metrů vysoké tufové skále prudce klesající k moři.

## Historie
Budoucí město na pobřeží Neapolského zálivu založili zřejmě Řekové v 6. – 5. století před Kristem a již ve starověku bylo oblíbeným lázeňským místem (lat. Surrentum). 

## Město a zajímavá místa
Střed města se rozkládá na tufové terase, která spadá do moře téměř svislými, až 50 m vysokými útesy. Centrum Sorrenta je na Piazza Torquato Tasso (podle básníka Torquata Tassa, který se ve městě narodil a na náměstí má mramorovou sochu). Na východní straně náměstí je barokní kostel S. Madonna del Carmine z druhé pol. 16. st. Západní směrem, v ulici Corso Italia, se nachází sorrentský dóm S. Filippo e Giacomo. Jedná se o románskou stavbu z 11. st., přestavovanou v 15. st. Průčelí dómu je z roku 1924. Severním směrem na Piazza San Antonino je stejnojmenná basilika San Antonino se zachovalým portálem z 11. století a také městská radnice. Cenný je barokní chrám San Francesco s křížovou chodbou a i díky pěknému rozhledu také Villa Comunale. Severně leží také dva přístavy Marina Grande a Marina Piccolo. Východně od náměstí, na konci ulice Via Correale, je muzeum Museo Correeale di Terranova s mnoha antickými sbírkami a obrazárnou. Ve městě se dále nachází řada krásných vil a hotelů ve stylu belle-époque.

### Fotogalerie

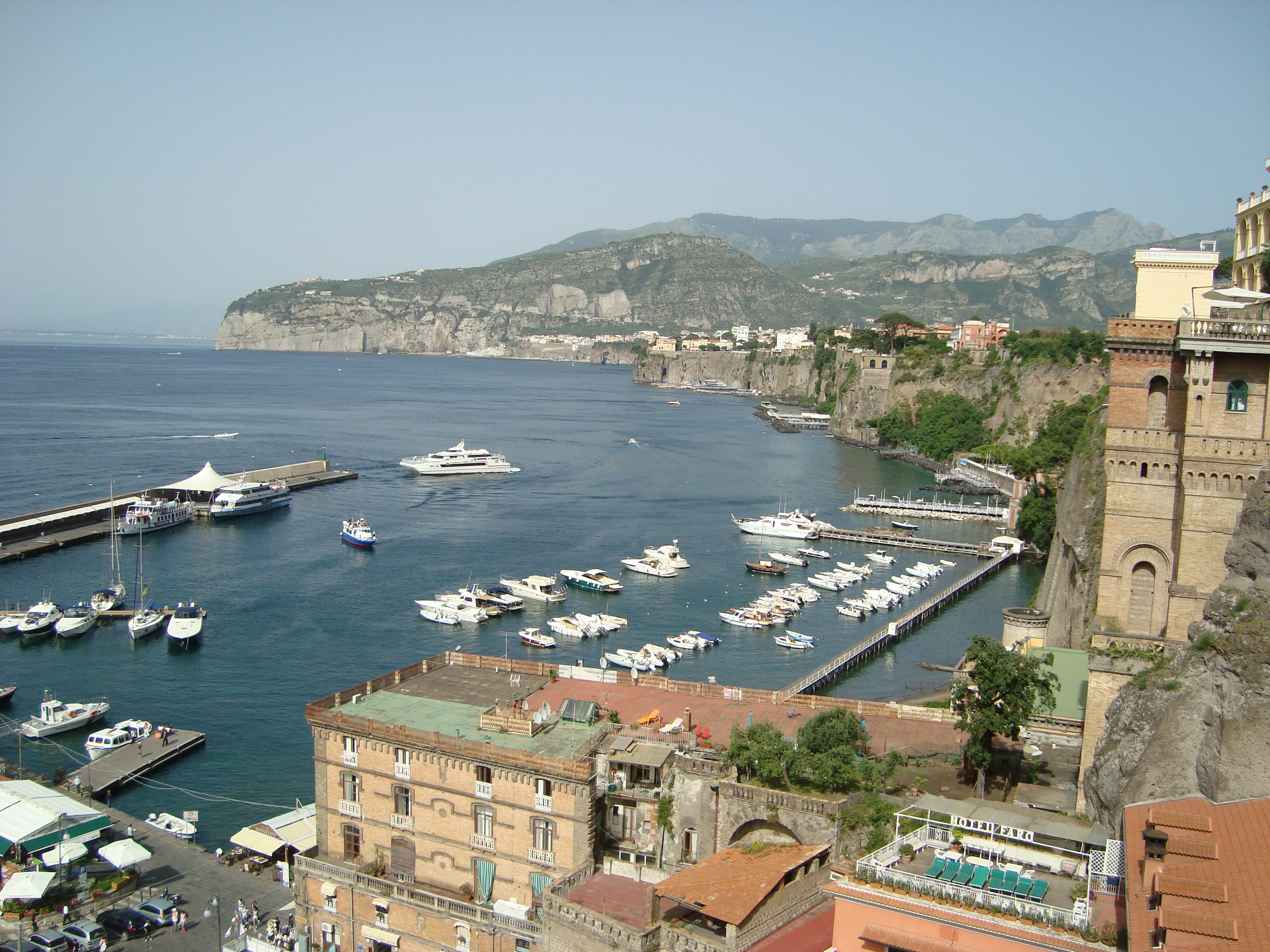
přístav Marina Grande a Sorrento
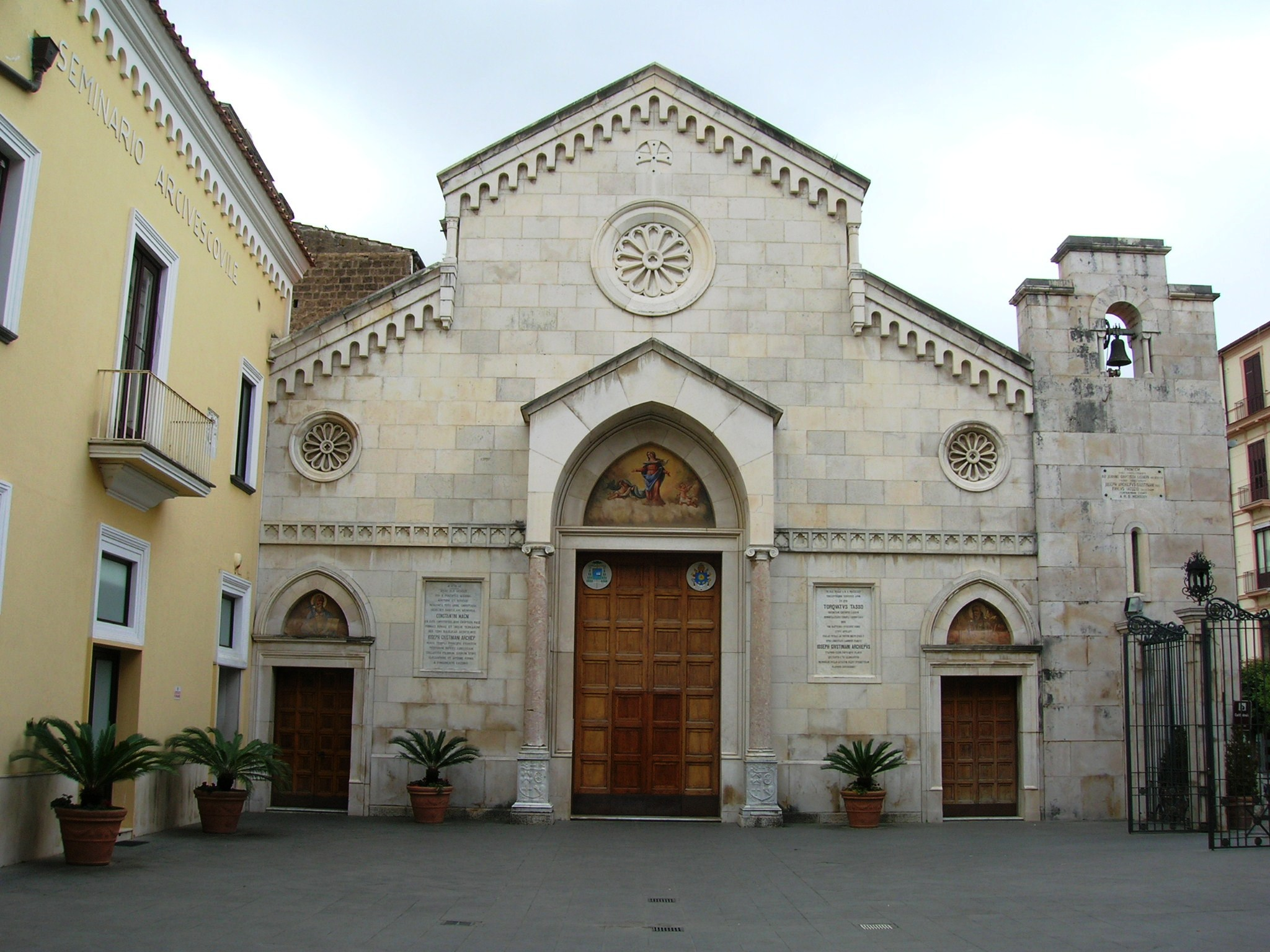
dóm S. Filippo e Giacomo
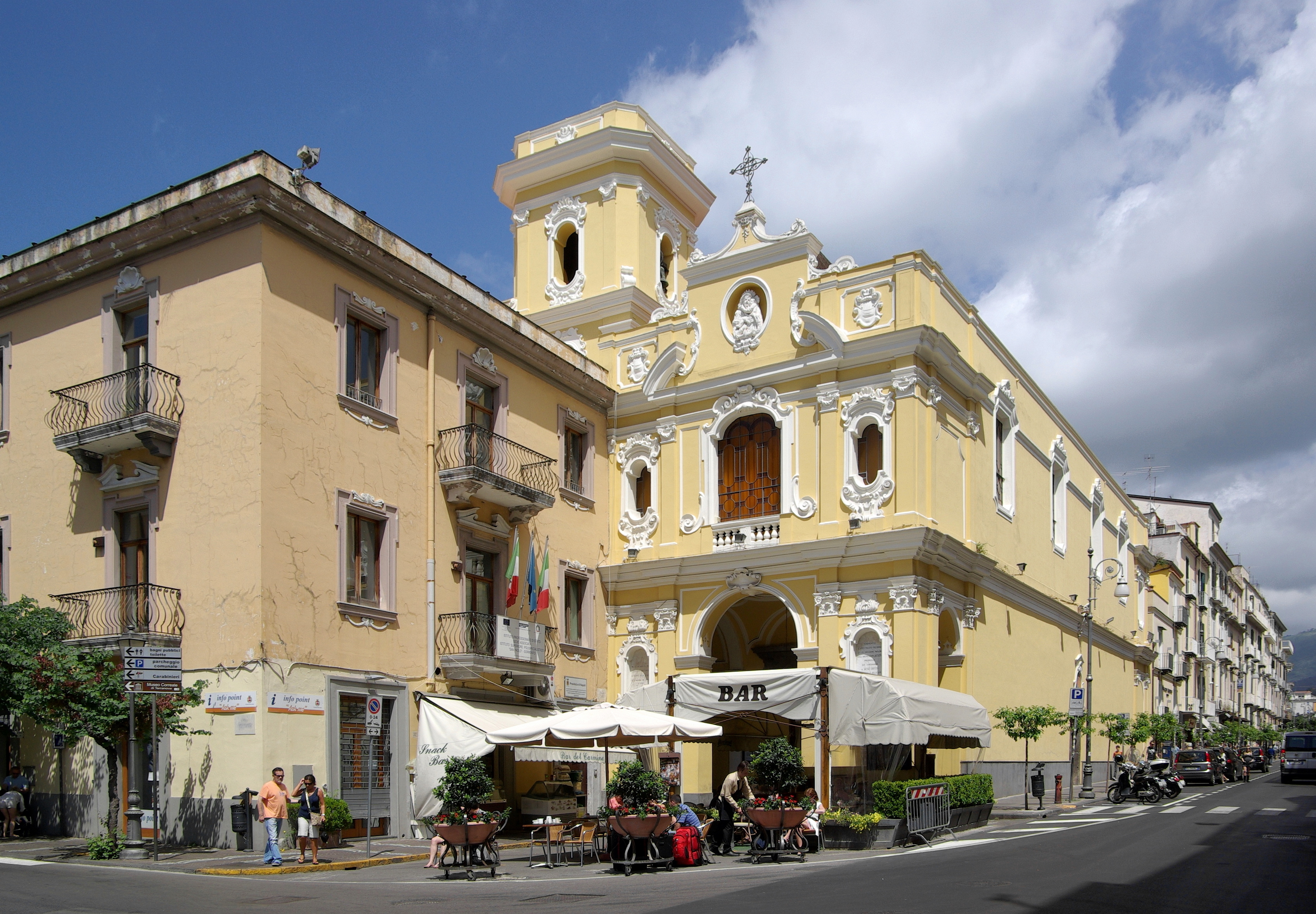
kostel S. Madonna del Carmine
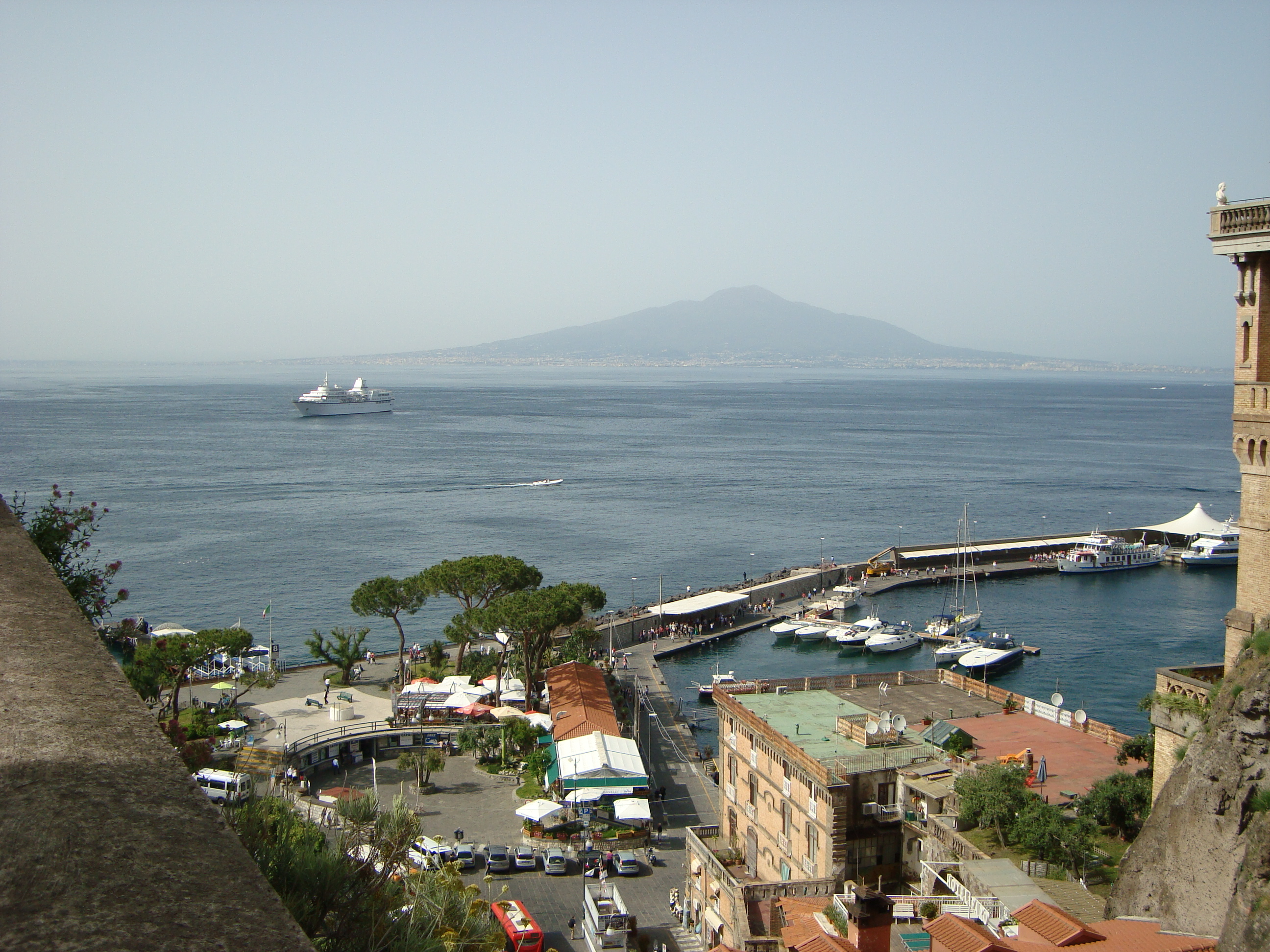
pohled na Vesuv, Sorrento

## Osobnosti města
- Torquato Tasso (1544 – 1595), barokní básník
- Maxim Gorkij (1868 – 1936), ruský spisovatel, dramatik, básník a revolucionář

## Partnerská města
- Kumano, Japonsko
- Mar del Plata, Argentina
- Nizza, Francie
- Santa Fe, Nové Mexiko, USA
- Skien, Norsko